# Bonneville (Horní Savojsko)
Bonneville je francouzská obec v departementu Horní Savojsko v regionu Auvergne-Rhône-Alpes. V roce  2010 zde žilo 11 908 obyvatel. Je centrem arrondissementu Bonneville.

## Vývoj počtu obyvatel
Počet obyvatel 